# San Andrés (Tucumán)
San Andrés es una localidad argentina ubicada en el departamento Cruz Alta de la provincia de Tucumán. Se halla en la margen izquierda del río Salí, 6 kilómetros al sur del centro de San Miguel de Tucumán. Una parte de la localidad conocida como Barrio Belgrano se halla 2 km al este, sobre la Ruta Nacional 9.
Su principal vía de comunicación es la ruta provincial 306, que la comunica al norte con Banda del Río Salí y al sur con Villa Fiad.
Cuenta con comisaría y escuela secundaria, esta última data de 1992.

## Población
Cuenta con 3,153 habitantes (Indec, 2010), lo que representa un marcado incremento del 240% frente a los 928 habitantes (Indec, 2001) del censo anterior.